# Borna Vujčić
Borna Vujčić (Zagreb, 22. svibnja 1993.), hrvatski dramatičar.
Dramaturgiju na Akademiji dramske umjetnosti upisao je 2012. godine. 
Kao dramatičar debitira 2015. dramom Pečat u režiji Leje Anastazije Fleger i produkciji Kazališta Ulysses. 
2015. izdaje svoj prvi roman Nužno zlo. 

## Praizvedbe
- 2015. Pečat, režija: Lea Anastasija Fleger, Kazalište Ulysses, Veliki Brijun